# مرکز بوم‌شناسی انسانی
مرکز اکولوژی انسانی یا مرکز بوم‌شناسی انسانی با عنوان Centre for Human Ecology یک مؤسسه دانشگاهی مستقل است که در گلاسکو، اسکاتلند واقع شده‌است. در سال ۹۷۲ توسط کنراد هل ودینگتون در دانشگاه ادینبرو تأسیس شد.